# Bibliographie sur la christologie
Cette bibliographie concerne la christologie, domaine qui relève de la théologie chrétienne.

## Christologie des Pères de l'Église

### Ouvrages généraux
- Aloys Grillmeier, Le Christ dans la tradition chrétienne, Tome I : De l’âge apostolique à Chalcédoine. 2e édition française, Cerf, 2003 ; Tome II-1 : Le Concile de Chalcédoine (451). Réception et opposition, Cerf, 1990 ; Tome II-2 : L’Église de Constantinople au VIe siècle, Cerf, 1993 ; Tome II-4 : L'Église d'Alexandrie, la Nubie et l'Éthiopie après 451, Cerf, 1996
- Bertrand de Margerie, Le Christ des Pères : Prophète, Prêtre et Roi, Cerf, 2000

### Monographies
- Athanase d'Alexandrie
  - Louis Bouyer, L’Incarnation et l’Église-Corps du Christ dans la théologie d’Athanase, Cerf, 1943

- Ambroise de Milan
  - Goulven Madec, Saint Ambroise et la philosophie, Paris, Études augustiniennes, 1974 (prix Bordin de l'Académie des sciences morales et politiques)

- Augustin d'Hippone
  - Goulven Madec, La Patrie et la Voie, Le Christ dans la vie et la pensée de saint Augustin, Desclée, 1989

- Cyrille d'Alexandrie
  - Luciano Canfora, Une profession dangereuse, les penseurs grecs dans la Cité, Desjonquères, 2001

- Grégoire de Nysse
  - Hans Urs von Balthasar, Présence et pensée : Essai sur la philosophie religieuse de Grégoire de Nysse, 1942

- Ignace d'Antioche
  - Robert Joly, Le dossier d'Ignace d'Antioche, Bruxelles, Éditions de l'université de Bruxelles, 1979

- Irénée de Lyon
  - Albert Houssiau, La Christologie de saint Irénée, Gembloux, Duculot, 1955.
  - Bernard Sesboüé, Tout récapituler dans le Christ. Christologie et sotériologie d'Irénée de Lyon, Paris, Desclée, 2000

- Origène
  - Hans Urs von Balthasar, Parole et mystère chez Origène, 1957

- Tertullien
  - La Chair du Christ. Introduction, texte critique, traduction, commentaire et index par Jean-Pierre Mahé, 2 vol., Cerf, 1975

## Christologie médiévale et classique
- Jean-Pierre Torrell, Le Christ en ses mystères : La vie et l'œuvre de Jésus selon saint Thomas d'Aquin, t. 1 et 2, Desclée, 1999

## Christologie du XIXesiècle
- John Henry Newman, Douze sermons sur le Christ, trad. Pierre Leyris, introduction de Louis Bouyer, Seuil, 1995
- Jean Honoré, La Pensée de Newman, Ad Solem, 2010

## Christologie contemporaine
- Hans Urs von Balthasar, La Gloire et la Croix. Aspects esthétiques de la Révélation, 1961–1969
- Hans Urs von Balthasar, La Dramatique divine, 1973–1983
- Hans Urs von Balthasar, La Foi du Christ, Cerf, 1994
- Dietrich Bonhoeffer, Qui est et qui était Jésus-Christ?, Cerf, 1980.
- Günther Bornkamm, Qui est Jésus de Nazareth ?, Seuil, 1973. « Parole de Dieu ».
- Louis Bouyer, Le Fils éternel. Théologie de la Parole de Dieu et christologie, Cerf, 1974.
- Yves Congar, Jésus-Christ, notre Médiateur, notre Seigneur, Cerf, 1995
- Jean Daniélou, Approches du Christ, Grasset, 1960
- Jean Daniélou, Les Évangiles de l’enfance, Seuil, 1967
- Joseph Doré, Jésus-Christ, Cerf, 1992
- François-Paul Dreyfus, Jésus savait-il qu'il était Dieu ?, Cerf, 1994
- Jacques Dupuis, Homme de Dieu, Dieu des hommes : Introduction à la christologie, Cerf, 1995
- François-Xavier Durrwell, La Mort du Fils : Le mystère de Jésus et de l'homme, Cerf, 2006
- Bruno Forte, Jésus de Nazareth : Histoire de Dieu, Dieu de l'histoire, Cerf, 1984
- Paula Fredriksen, De Jésus aux Christs, Cerf, 1992
- Pierre Grelot, Jésus de Nazareth, Christ et Seigneur, t. 1. Cerf, 1997 ; t. 2, Cerf, 1998
- Pierre Grelot, Corps et sang du Christ en gloire : Enquête dogmatique, Cerf, 1999
- Romano Guardini, Le Seigneur : Méditations sur la personne et la vie de Jésus-Christ, t. 1 et 2, Paris, Alsatia, 1945
- Jean Guitton, Jésus, Grasset, 1956
- Jean-Paul II, Jésus-Christ, vrai Dieu et vrai homme, Cerf, 1990
- Eberhard Jüngel, Dieu, mystère du monde. Fondement de la théologie du Crucifié dans le débat entre théisme et athéisme, tomes I et II, 1983
- Walter Kasper, Jésus le Christ, Cerf, 1976
- Walter Kasper, Le Dieu des chrétiens, 1985
- Hans Küng, Être chrétien, Seuil, 1978
- Denis Langlois, Récit édifiant des activités d'un nommé Jésus, Balland, 1987
- Jacques Loew, Ce Jésus qu'on appelle Christ, Cerf, 1990
- Gustave Martelet, L'Au-delà retrouvé, Christologie des fins dernières, Desclée, 1995
- Joseph Moingt, L’homme qui venait de Dieu, Cerf, 1993
- Joseph Moingt, Dieu qui vient à l'homme, 3 vol., Cerf, 2002, 2005 et 2007
- Jürgen Moltmann, Le Dieu crucifié, La croix du Christ, fondement et critique de la théologie chrétienne, 1974
- Jürgen Moltmann, Jésus, le messie de Dieu, Cerf, 1993
- Wolfhart Pannenberg, Esquisse d’une christologie. Paris, Cerf, 1971 ; Cerf, 1999
- Karl Rahner, « Jésus-Christ », dans Traité fondamental de la foi. Introduction au concept de christianisme, Paris, Le Centurion, 1983
- Karl Rahner, Aimer Jésus, Desclée, 1985
- Joseph Ratzinger, Jésus de Nazareth, 2007
- Bernard Rey, Jésus-Christ, chemin de notre foi, Cerf, 1981
- Edward Schillebeeckx, Le Christ, sacrement de la rencontre de Dieu, Cerf, 1997
- Arno Schilson et Walter Kasper, Théologiens du Christ aujourd’hui, Paris, Desclée, 1978
- Christoph Schönborn, L'Icône du Christ : Fondements théologiques, Cerf, 1986
- Bernard Sesboüé, Pédagogie du Christ. Éléments de christologie fondamentale, Cerf, 1995
- Bernard Sesboüé, Jésus-Christ l'unique Médiateur. Essai sur la Rédemption et le salut, 1991
- Pierre Teilhard de Chardin, Science et Christ, Seuil, coll. « Points »
- Paul Tillich, L'Existence et le Christ, Lausanne, L'Âge d'homme, 1971
- Xavier Tilliette, Le Christ de la philosophie, Cerf, 1990 (prix Montyon) de l'Académie française
- Xavier Tilliette, Le Christ des philosophes : Du Maître de sagesse au divin Témoin, Culture et Vérité, Namur, 1993

## Christologie néotestamentaire
- Jean-Noël Aletti, Jésus-Christ fait-il l'unité du Nouveau Testament ?, Desclée, 1994
- Jean-Noël Aletti, Saint Paul, Épître aux Philippiens, Paris, Éd. Gabalda, coll. « Études bibliques. Nouvelle série », 2005
- Raymond Edward Brown, Jésus dans les quatre évangiles. Paris, Cerf, 1996, 312 p.
- Rudolf Bultmann, Jésus, mythologie et démythologisation, 1968
- Oscar Cullmann, Christ et le temps. Temps et histoire dans le christianisme primitif. 2e édition. Paris/Neuchâtel, Delachaux & Niestlé, 1966
- Oscar Cullmann, Jésus et les révolutionnaires de son temps : culte, société, politique. Neuchatel, Delachaux et Niestlé, 1970
- Jean Daniélou, Les Évangiles de l’enfance, Seuil, 1967
- Charles-Harold Dodd, Le fondateur du christianisme, Seuil, 1972
- Romano Guardini, L’image de Jésus-Christ dans le Nouveau Testament, Seuil, 1969, 123 p. Coll. « Le livre de vie »
- Martin Hengel, Jésus, Fils de Dieu, Cerf, 1975.
- Martin Hengel, La Crucifixion dans l'Antiquité et la folie du message de la croix, Cerf, 1981.
- Jacques Guillet, La Foi de Jésus-Christ, 1980
- Jacques Guillet, Jésus dans la foi des premiers disciples, 1995
- Joachim Jeremias, Les Paroles inconnues de Jésus, Cerf, 1970
- Joachim Jeremias, Le Problème historique de Jésus-Christ, Paris, L'Epi, 1968
- Pierre Létourneau, Jésus, fils de l'homme et fils de Dieu :Jean 2,23 - 3,36 et la double christologie johannique, Cerf, 1993
- Daniel Marguerat, Enrico Norelli, Jean-Michel Poffet, Jésus de Nazareth, nouvelles approches d'une énigme, Labor et Fides, 2003
- John Paul Meier, Un certain Juif, Jésus. Les données de l’histoire. T. I., Les Sources, les origines, les dates ; t. II, La Parole et les gestes ; t.III, Attachements, affrontements, ruptures ; t.IV La Loi et l'amour, Cerf, 2004–2009
- Charles Perrot, Jésus, Christ et Seigneur des premiers chrétiens, éd. Desclée de Brouwer, Paris, 1997
- Charles Perrot, Jésus et l'histoire, éd. Desclée de Brouwer, 1979
- Michel Quesnel, Jésus-Christ selon saint Matthieu, Paris, Éd. Desclée, coll. « Jésus et Jésus-Christ »,  1991
- Jacques Schlosser, Jésus de Nazareth, éd. Noesis, 1999
- Albert Vanhoye, La lettre aux Hébreux. Jésus-Christ, médiateur d'une nouvelle alliance, Paris, Éd. Desclée, coll. « Jésus et Jésus-Christ », 2002